# Liste der Monuments historiques in Poucharramet
Die Liste der Monuments historiques in Poucharramet führt die Monuments historiques in der französischen Gemeinde Poucharramet auf.

## Liste der Bauwerke
| Bezeichnung      | Beschreibung                  | Standort | Kennzeichnung | Schutzstatus | Datum | Bild           |
| ---------------- | ----------------------------- | -------- | ------------- | ------------ | ----- | -------------- |
| Kirche St-Martin | Erbaut ab dem 12. Jahrhundert | (Lage)   | PA00094430    | Classé       | 1906  | weitere Bilder |